# Stephen Mather

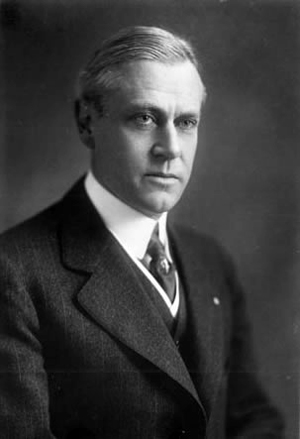
Stephen Mather in 1916

Stephen Tyng Mather (San Francisco, 4 juli 1867 – Brookline, 22 januari 1930) was een Amerikaans industrieel en natuurbeschermer.

## Leven en werk
Na een opleiding aan de Universiteit van Californië - Berkeley verhuisde Mather en zijn ouders naar New York, waar hij aan de slag ging als verslaggever voor de New York Sun. Later kreeg hij een job in het New York-kantoor van de Pacific Coast Borax Company (PCB), het bedrijf waar zijn vader ook voor werkte. In 1894 verhuisde Mather met zijn echtgenote naar Chicago, waar hij een nieuw distributiecentrum voor het bedrijf oprichtte. In 1898 hielp hij een vriend, Thomas Thorkildsen, in de oprichting van diens eigen boraxbedrijf en in 1904 verkaste Mather van PCB naar Thorkildsens bedrijf, dat nu Thorkildsen-Mather Borax Company ging heten. Ze oogstten grote successen en waren beide miljonairs in 1914. Mather koos ervoor om van zijn nieuw verkregen financiële onafhankelijkheid te profiteren en zich met andere projecten bezig te houden.
De activiteit waarmee Mather de geschiedenis is ingegaan, is zijn nauwe betrokkenheid bij de oprichting van de National Park Service (NPS). In 1904 al werd hij lid van John Muirs Sierra Club, die zich op dat moment inzette voor de eenmaking van Yosemite National Park. Mather zette zelf, samen met zijn vriend en voormalige collega-journalist Robert Sterling Yard, een publiciteitscampagne op poten om het idee van een eengemaakt federaal agentschap dat de nationale parken zou beheren te promoten. Dat gebeurde in 1916. Het jaar erna werd Mather zelf aangesteld als de eerste directeur van de NPS. Mather maakte van het agentschap een professionele dienst en breidde het aantal nationale parken en monumenten uit. Na een beroerte in 1929 nam hij zijn ontslag. Hij overleed een jaar later.